# Paddington in Peru
Paddington in Peru (titulada Paddington en Perú en Hispanoamérica y Paddington: Aventura en la Selva en México y España) es una película de comedia en acción real dirigida por Dougal Wilson, escrita por Mark Burton, Jon Foster y James Lamout, historia original de Paul King, Simon Farnaby y Mark Buton. Basada en la historia del oso Paddington, creado por Michael Bond. La película está protagonizada por Ben Whishaw como la voz de Paddington, junto a Hugh Bonneville, Emily Mortimer, Julie Walters, Jim Broadbent, Madeleine Harris, Samuel Joslin, Olivia Colman, Antonio Banderas y Carla Tous en papeles secundarios. Fue lanzada el 8 de noviembre de 2024 en Reino Unido y el 17 de enero de 2025 en Estados Unidos.
La película entró en desarrollo en febrero de 2021, y el título Paddington en Perú se anunció en junio de 2022. La filmación principal comenzó en julio de 2023 y finalizó en octubre, en Reino Unido, Colombia y Perú. La película narra la historia de Paddington y la familia Brown que se embarcarán a un viaje para visitar a la tía Lucy en Perú, la travesía llevará a explorar la selva amazónica y las montañas peruanas.

## Sinopsis
En esta entrega, Paddington y la familia Brown emprenden un viaje al Perú tras recibir noticias inquietantes sobre la tía Lucy, pero al llegar se encuentran con la sorpresa de que, aparentemente, ha desaparecido en la jungla. Investigando sobre su paradero, descubren pistas que los conducen a un lugar enigmático conocido como Roca Rumi, el punto de partida hacia una posible conexión con la legendaria ciudad de El Dorado. Durante su travesía, la familia se enfrenta a una serie de desafíos, incluyendo la inesperada compañía de cazadores de tesoros con intenciones cuestionables.
La búsqueda de Paddington lo lleva a desentrañar misterios sobre su pasado y su vínculo con un antiguo brazalete que posee, mientras enfrenta el peligroso interés de quienes buscan aprovecharse de la leyenda de El Dorado. A lo largo de la aventura, alianzas y revelaciones cambian el curso de los acontecimientos, culminando en el descubrimiento de secretos que conectan a Paddington con un inusual destino.

## Reparto
- Hugh Bonneville como Henry Brown
- Emily Mortimer como Mary Brown
- Madeleine Harris como Judy Brown
- Samuel Joslin como Jonathan Brown
- Julie Walters como Sra. Bird
- Jim Broadbent como Samuel Gruber
- Olivia Colman como la madre reverenda
- Antonio Banderas como Hunter Cabot
- Carla Tous como Gina Cabot

### Voces
- Ben Whishaw como Paddington
- Imelda Staunton como Tía Lucy

## Producción

### Desarrollo
En junio de 2016, el CEO de StudioCanal, Didier Lupfer, declaró que el estudio se había comprometido a hacer una tercera película de Paddington. En noviembre de 2017, David Heyman le dijo a Digital Spy que, aunque el guion de una tercera película no se había desarrollado, las discusiones sobre ubicaciones, ideas y escenas ya habían comenzado. En noviembre de 2018, Heyman señaló que era probable que ocediera una tercera película, pero que Paul King no volvería a dirigir, aunque todavía estaría involucrado en una capacidad creativa prominente. En febrero de 2021, Paddington 3 comenzó oficialmente el desarrollo.
En julio de 2021, StudioCanal anunció que Paddington 3 comenzaría a rodar en el primer trimestre de 2022. La historia de la tercera película fue escrita por King, Simon Farnaby y Mark Burton, y el guion de Burton, Jon Foster y James Lamont. En junio de 2022, se anunció el título de la película, Paddington en Perú y Dougal Wilson como director, y la fotografía principal ahora comenzaría en 2023. Es el debut como director de largometrajes de Wilson, que anteriormente dirigió comerciales y vídeos musicales. En febrero de 2023, el actor de voz de Paddington, Ben Whishaw, declaró que aún no había leído un guion y que no estaba seguro de si el desarrollo continuaba. En abril, se confirmó que la película todavía estaba en desarrollo.

### Casting y rodaje
En junio, se anunció que Whishaw, Hugh Bonneville, Julie Walters, Jim Broadbent, Madeleine Harris, Samuel Joslin e Imelda Staunton estaban listos para repetir sus papeles de las películas anteriores, con Olivia Colman, Antonio Banderas, Rachel Zegler y Emily Mortimer fueron integrados al elenco. Mortimer estaba reemplazando a Sally Hawkins en el papel de la Sra. Brown, a quien interpretó en las dos primeras películas.
El rodaje comenzó en Reino Unido el 24 de julio según que lo planeó, a pesar de los informes de que se retrasó debido a la huelga SAG-AFTRA de 2023. La película también se rodó en Colombia y Perú. El rodaje comenzó sin Zegler, ya que se había ido a los Estados Unidos para participar durante la huelga; Más tarde, Carla Tous asumió el papel como Gina Cabot, ya que Zegler no pudo comprometerse debido a la huelga. El rodaje finalizó en octubre de 2023.
El actor Carlos Carlín, que hace un cameo en la película, señaló en 2025 que las interpretaciones se realizaron mayormente en el Reino Unido, con varios escenarios peruanos que fueron recreados en ese país. Carlín también realizó un doblaje en español para Latinoamérica junto a artistas peruanos como Ana Cecilia Natteri y Adriana Campos-Salazar.

### Banda sonora
La banda sonora fue compuesta por Dario Marianelli.

## Marketing
En un vínculo de marca, Jo Malone lanzó una colonia de mermelada de edición limitada con temática de Paddington a principios de julio de 2024.

## Estreno y distribución
En mayo de 2023, StudioCanal vendió la mayoría de los territorios, incluida América del Norte, a Sony Pictures para su distribución. StudioCanal posee los derechos de distribución del Reino Unido, Francia, Alemania, Benelux, Australia y Nueva Zelanda, mientras que Sony distribuye la película en otros lugares, excepto China, Japón y Rusia. En octubre de 2023, la película fue fechada para su estreno en cines en Reino Unido el 8 de noviembre de 2024, por StudioCanal UK, seguido por la fecha de estreno en cines en los Estados Unidos el 17 de enero de 2025, por Columbia Pictures a través de Sony Pictures Releasing, hasta que finalmente fue atrasada en Estados Unidos hasta el 14 de febrero de 2025.

## Premios y nominaciones
| Año  | Premio              | Nominado           | Categoría         | Resultado | Ref.   |
| ---- | ------------------- | ------------------ | ----------------- | --------- | ------ |
| 2025 | Kids' Choise Awards | Paddington un Peru | Película favorita | Nominada  | [ 32 ] |